# 新艾兴贝格
新艾兴贝格（德語：Neu-Eichenberg）是德国黑森州的一个市镇。总面积27.53平方公里，总人口1812人，其中男性861人，女性951人（2011年12月31日），人口密度66人/平方公里。